# Mia Hägg
Mia Hägg, född 1970 i Umeå, är en svensk arkitekt. Hon arbetade åren 2002–2007 på arkitektbyrån Herzog & de Meuron och var projektledare för deras uppdrag med utformningen av Pekings Nationalstadion ("Fågelboet"), som var huvudarena under de Olympiska sommarspelen 2008. Sedan 2007 har hon en egen arkitektbyrå, Habiter Autrement, i Paris.
Mia Hägg växte upp i Mariehem i Umeå och gick ett år på gymnasiet innan hon hoppade av. Därefter var hon bl.a. frilansskribent och bartender samtidigt som hon läste in gymnasiet på Komvux, och 1992 började hon läsa på arkitektprogrammet på Chalmers tekniska högskola. Under 1997 gjorde hon ett studentutbyte med Erasmus i Paris, och efter examen fick hon arbete hos arkitekten Jean Nouvel. Där arbetade hon i tre år innan hon 1991 vistades i Tokyo på ett arbetsstipendium i ett halvår. Därefter fick hon en tjänst på Herzog & de Meuron och flyttade till Basel där företagets huvudkontor ligger.